# Лифт
Лифт служи за вертикални или стрми превоз особа и материјала, па се и дели на путничке или теретне лифтове. За превоз (транспорт) се користе отворене или затворене кабине с могућношћу заустављања на потребном броју станица. Примењују се у стамбеним и пословним зградама, рудницима, индустријским постројењима, бродовима, на градилиштима и слично. Погон је углавном електрични, с погонском ужницом и ужадима на којима висе кабина и противтег. За пословне зграде изнад 10 спратова и стамбене зграде изнад 30 спратова користи се непосредни електрични погон без редуктора, с брзинама дизања од 2,5 до 3  а за телевизијске торњеве и до 7 m/s. За зграде с мањим бројем спратова брзине дизања су до 2 m/s. Носивост путничких лифтова по правилу је од 650 до 2 000 килограма. За мање висине дизања (до приближно 20 метара) користи се и хидраулички погон, с дизањем кабине помоћу хидрауличног клипа и цилиндра, с брзином дизања до 0,8 m/s. Лифтови су опремљени посебним уређајима за кочење кабине који је осигуравају у случају пуцања ужета или прекомерног повећања брзине, затим аутоматским уређајима за управљање кабином, за сигуран улазак и излазак путника и за успорено кретање кабине приликом поласка и заустављања. Аутоматски сигурносни уређај за заустављање кабине конструисао је 1852. амерички изумитељ Елајшха Грејвс Отис и приказао његов рад 1854. године. Након тога био је отворен пут изградњи високих стамбених и пословних зграда. Први лифт (за 5 особа) на парни погон уградило је у петоспратницу предузеће E. G. Haughwort and Company у Њујорку 1857. Први путнички лифт на електрични погон пуштен је у рад 1889. године.
Постоје и лифтови који могу ићи бочно поред уобичајеног покретања нагоре-надоле.

## Објашњење
Лифтови су стационарна дизала у зградама или на градилиштима. Кабина (или кош) за преношење терета креће се међу чврстим водилицама и непрестано је везана за носиво средство (на пример челично уже). Улазак или излазак особа, те утовар и истовар робе проводи се само на предвиђеним стајалиштима дизала. Међу стационарна дизала убрајају се и дизала на бродовима. Најважније групе дизала јесу: ужаста, хидрауличка и ланчана дизала. За градњу и употребу дизала постоје посебни прописи.

### Ужасти лифтови
Ужасти лифт има најчешће погонски ужетник смештен на врху окна дизала. Погонски ужетник окреће уже којем су на крајевима причвршћени кабина (или кош) и противтег. Кабина и противтег крећу се у чврстим водилицама уздуж окна дизала. На сваком спрату окно има отвор с вратима за улазак и излазак из дизала, односно стајалишта за утовар и истовар. 
У прошлости су ужасти лифтови имали погонско витло с бубњем. Недостатак је такве конструкције у томе што величина бубња ограничава висину дизања. Почетком 20. века развијено је витло лифта с погонским ужетником, а како висина дизања не зависи од погонског ужетника, бубањ је готово истиснут из погонског дела лифта. Кретање ужета и погон лифта остварује се трењем између ужета и погонског ужетника. У ту је сврху на погонском ужетнику за свако уже урезан жлеб одређеног облика, а кабина и противтег не висе више на једном ужету, него на 3 до 8 ужади. Погонско витло лифта обично је смештено изнад окна лифта, јер је погон лошији ако се витло налази на дну покрај окна. 
За брзине вожње до 2  погонски ужетник има погон помоћу трофазног мотора преко пужног преносника. За лифтове с брзинама већим од 2 m/s употребљава се спороходни једносмерни електромотор ( или 150 окр/s) којем је на вратилу директно причвршћен погонски ужетник и коло кочнице. Стална (континуирана) промена брзине вожње постиже се Ворд-Леонардовим спојем, а у последње време управљањем помоћу тиристора. 
Путнички лифтови могу носити од 4 до 20 особа, а брзина вожње износи од 0,5 до 4 m/s. Теретни лифтови имају носивост од 0,32 до 5 тона с брзином вожње од око 0,5 m/s. Постоје ужасти лифтови носивости и до 20 тона, и путнички лифтови у небодерима којима брзина вожње досеже и 8 m/s. 

### Хидраулички лифтови
Хидраулички лифт има кош, односно кабину, обично директно ослоњену на хидраулични клип вођен у цилиндру којем погонски уређај лифта добавља уље под притиском. Притисни клип може бити једностепени или двостепени телескопски. Конструкција без рупе за цилиндар испод окна дизала има кабину обешену на траверзу коју подижу или спуштају два једностепена или вишестепена притисна клипа смештена уз бокове кабине. 
Хидраулички се лифтови употребљавају у складиштима, великим гаражама, болницама и слично за дизање великих терета на мале висине (2 до 3 спрата). Предности хидрауличких лифтова према ужастим лифтовима с горе смештеним витлом јесу: конструкција је самоносива, па зидови окна могу бити слабије изведени; није неопходан изграђени простор на крову за смјештај витла, јер им се погонско постројење налази на дну окна у близини притисног клипа; немају противтег, па је пресек окна мањи; није им неопходна направа за хватање, јер кабина не може пасти; трошкови одржавања су ниски.
Главни су недостаци хидрауличких лифтова: ограничена висина дизања од само 10 до 12 метара и мале брзине вожње од 0,2 до 0,4 m/s (изузетно до 0,8 m/s). С телескопским цилиндрима могу се постићи и висине дизања до 20 метара, али се тада повећава опасност од погонских сметњи. 
Носивост хидрауличких лифтова износи до 50 тона (погонски притисак 100 бара). За носивост од 1 до 5 тона меродавна је висина дизања и брзина вожње кад се у техничком прегледу одлучује између хидрауличког и ужастог лифта. Изнад 5 тона носивости, ужастаи лифтови су неисплативи. Погонска снага за хидрауличке лифтове већа је него за лифтове с погонским ужетником исте носивости, јер хидраулички лифтови немају противтег, а то чини и веће брзине неисплативим. За погон уљне пумпе служи трофазни електромотор. 

### Кружећи лифтови
Кружећи лифт или патерностер има на читавом путу у једнаким размацима пораздељене кабине које непрестано круже и у које људи улазе и излазе за време вожње. Кабине су с предње стране отворене, а обешене су с два прецизна ланца која се непрестано крећу преко два ланчаника смештена на врху и два на дну окна. Један је пар ланчаника погонски, а други пар служи као уређај за напињање. На отворима окна нема врата. Брзина је вожње око 0,3 m/s. У једној кабини смеју бити највише две особе. Највећа висина дизања кружећих лифтова не сме прелазити 10 спратова. Веома су прикладни за пословне зграде, али их не смеју употребљавати инвалиди нити се њима сме преносити роба, па се зато уз кружеће лифтове увек постављају и нормални лифтови. 
Постоје и посебни мањи кружећи лифтови за пренос робе као што су списи, књиге, лекови и слично, а зову се кружећа дизала за списе.

### Грађевински лифтови
Грађевински лифт служи за пренос (транспорт) материјала, а по могућности и људи при извођењу грађевинских радова. Најчешће су постављени на спољној страни зграде која се гради. Осим малог грађевинског лифта, постоји и грађевински лифт с окном и брзи грађевински лифт. Окно грађевинског лифта с окном састављено је као слободно стојећа скела на којој су учвршћене две водилице за возни кош. Погонско постројење лифта с бубњем на који се намотава челично уже смештено је на земљи. Носивост таквог лифта износи до 2 тоне, а висина дизања до 40 метара. Грађевински лифтови с окном све се више употребљавају за врло високе градње, јер при носивости од око 1,5 тона могу имати висину дизања до 200 метара. Међутим, на монтажним градњама с већ раније доготовљеним деловима зграде прикладнији су грађевински лифтови.
Брзи грађевински лифт има возни кош изведен попут једноставне платформе с оградом. Кош се води по једној или по двема наблизу постављеним и међусобно повезаним колосецима, које могу бити причвршћене на скелу. Витло лифта с бубњем и погонским електромоторима или Дизеловим мотором поставља се на земљу. Новије су имплементације таквих мотора такозвани цестовни брзи грађевински лифт. На пример лифт има самостално стојећи решеткасти стуб за висину дизања 10,5 метара. Стуб се може продуживати уметањем међукомада дужине 3 метра до укупне висине од 22,5 метара. Ако је стуб виши од 10,5 метара, треба га причврстити за грађевинску скелу или га усидрити челичном ужади. Кош се спушта слободним падом ограничавачем брзине. 
Осим описаних, постоји још читав низ специјалних лифтова као што су на пример позоришни, станични те руднички извозни лифтови и коси лифтови.